# Josef Aschauer
Pas d'image ? Cliquez ici
Josef Aschauer (né le 16 janvier 1902 à Berchtesgaden - mort le 18 décembre 1995 dans la même ville) était un alpiniste, un skieur, un sauteur à ski et un sauveteur allemand.

## Performances alpines
Dans les années 1920, Josef Aschauer appartenait à l'élite des grimpeurs de Berchtesgaden. À 17 ans, il a vaincu la face est du Watzmann. Puis il a réussi un grand nombre de premières dans les Alpes de Berchtesgaden parmi lesquelles on peut citer :
- 1920 Watzmannfrau, voie ouest directe (sans assurance)
- 1921 Watzmann-Hocheck, face est par la voie directe
- 1921 Hoher Göll, face ouest par la voie directe
- 1922 Hoher Göll, voie ouest Großer Trichter
- 1922 Watzmann-Jungfrau, face est par la voie directe
- 1923 Kleines Palfelhorn, face sud-est
- 1925 Große Reibn aller et retour depuis Berchtesgaden en 18 heures
- 1927 Premier Watzmannkind, face ouest par la voie directe
- 1927 Face est du Watzmann par la voie de Salzbourg
- 1930 Le dimanche de la Pentecôte en ski en 11 heures de la Kärlinger Haus jusqu'au Hochkönig aller et retour
- 1931 à pied depuis Berchtesgaden par le Hagengebirge jusqu'au Hochkönig, de là départ et montée à Bischofshofen, retour en train à Berchtesgaden – le tout en moins de 23 heures
- 1931 Großer Hachelkopf, face nord
- 1942 Ascension de l'Elbrouz
- 1947 Face est du Watzmann par la voie de Berchtesgaden. Josef Aschauer a gravi ce sommet plus de cent fois.

## La journée noire de juin 1922 au Watzmann
Josef Aschauer a aussi acquis sa notoriété pour avoir survécu en juin 1922 à la plus grande tragédie qui avait eu lieu jusqu'alors dans le massif du Watzmann. Sept alpinistes répartis en deux cordées  grimpaient la face orientale du Watzmann. Dans le courant de l'après-midi, le temps s'est rapidement détérioré. Lorsque les alpinistes de la première cordée, dont Aschauer, ont enfin atteint l'arête du Watzmann, la neige a succédé à la pluie et la tragédie est arrivée : l'autre cordée, entravée par de lourds sacs à dos a eu de plus en plus de mal à progresser et tous sont rapidement tombés en hypothermie. Seul Willi Pöhlmann et Joseph Aschauer ont finalement survécu à ce brusque changement de météo. Les cinq autres sont morts les uns après les autres.

## Autres performances sportives
Josef Aschauer était un très bon skieur. Il a participé jusqu'en 1929 à plusieurs compétitions de la Fédération internationale de ski,  au championnat du monde à Zakopane en 1929. Au championnat d'Allemagne de ski  en 1925, il a terminé troisième au combiné. Josef Aschauer a été décoré de l'épingle d'honneur par la Fédération allemande de ski. Il pratiquait encore le ski à 80 ans.